# Míla Beran
Miloslav Beran, auch Míla Beran, (* 1. Juni 1904 in Prag; † 25. Oktober 1976 in Bratislava) war ein tschechoslowakischer Schauspieler.
Beran arbeitete hauptsächlich für die Bühne und als Radiosprecher. Ab 1948 war er auch in rund 15 Filmen zu sehen, immer in Charakterrollen, wobei er auch für internationale Produktionen engagiert wurde.

## Filmografie (Auswahl)
- 1948: Vlceie diery
- 1969: Vögel, Waisen, Narren (Vtáckovia, siroty a blázni)
- 1972: Dein Wille geschehe, Amigo (Così sia)
- 1977: Rosige Träume (Ruzové sny)